# Sébastien Huyghe
Pour les articles homonymes, voir Huyghe.
Sébastien Huyghe , né le 25 octobre 1969 à Béthune (Pas-de-Calais), est un homme politique français. Il est député de 2002 à 2022, puis de nouveau à partir de 2024.

## Biographie

### Vie privée
Sébastien Huyghe est l'époux de Valérie Debord, députée de Meurthe-et-Moselle de 2007 à 2012 et cadre du parti Les Républicains,.

### Diplômes, études et vie professionnelle
Après voir obtenu son baccalauréat scientifique au lycée privé Saint-Paul de Lille, il s'inscrit à la faculté de droit à Villeneuve-d'Ascq (droit de l'urbanisme et droit des affaires), il complète avec un DESS de gestion à l'IAE de Lille, et intègre ensuite le centre de formation professionnelle notariale de Lille.
En 2019, il achète une charge de notaire associé à Paris, au sein de la société Douze, puis bénéficie, en 2020, d'un office de notaire créé à Paris.

## Parcours politique

### Député du Nord
Sébastien Huyghe est élu député le 16 juin 2002, pour la XIIe législature (siégeant entre 2002 et 2007), dans la cinquième circonscription du Nord en battant Martine Aubry, candidate du Parti socialiste, dans un fief historique de la gauche (Haubourdin et Seclin).
Issu du parti Démocratie libérale, il rejoint dès sa création l'UMP, tout en étant membre des Réformateurs. En 2004, il est élu pour l'UMP au conseil régional du Nord-Pas-de-Calais mais démissionne en 2008 du fait de son investiture à la candidature à la mairie de Lille. Il est successivement réélu le 17 juin 2007 avec 50,73 % des voix face à Brigitte Parat (PS), puis le 17 juin 2012, face au député de l'ancienne troisième circonscription du Nord, Alain Cacheux (PS). Bien que l'alternance nationale soit en faveur des socialistes, il conforte alors son implantation dans cet ancien fief de gauche en recueillant 51,43 % des voix, soit son meilleur score en trois élections législatives.
Il est commissaire à la Commission nationale de l'informatique et des libertés (CNIL) du 6 juillet 2007 au 28 février 2015[réf. nécessaire].
Investi par l'UMP à la tête de la liste d'opposition aux municipales de Lille en mars 2008, Sébastien Huyghe remplace dans cette fonction Christian Decocq, jusqu'alors chef de l'opposition municipale à Martine Aubry, qui se désiste à la suite de sa défaite lors des législatives de juin 2007. L'autre figure de l'opposition, Jacques Richir, choisit quant à lui de conduire sa propre liste sous l'étiquette du Modem. Huyghe obtient un score de 33,44 % au second tour et est battu par Aubry.
En septembre 2009, Sébastien Huyghe quitte le conseil municipal de Lille pour se consacrer à son mandat de député et à sa circonscription.
Il soutient Nicolas Sarkozy pour la primaire présidentielle des Républicains de 2016. Dans le cadre de sa campagne, il est nommé orateur national chargé de la formation professionnelle et de l'apprentissage. Le 1er mars 2017, dans le cadre de l'affaire Fillon, il demande le retrait de la candidature de François Fillon à la présidentielle, considérant « qu'il n'est plus en position de l'emporter ».
En mars 2017, Mediapart déclare que son cumul d'indemnités (comme 4 autres députés) en tant que parlementaire et membre de la CNIL est irrégulier selon l'interprétation du journal de l’article 4 de l’ordonnance n° 58-1210 du 13 décembre 1958. La CNIL n'étant pas de cet avis, saisit le secrétariat général du gouvernement en vue d'obtenir un avis juridique sur l'interprétation de la loi organique en question, le Premier ministre saisit alors le Conseil d'État. Ce dernier considère, dans son avis d’assemblée générale du 19 octobre 2017, que les indemnités pour participation aux travaux d’organismes extérieurs au Parlement n’étaient pas interdites aux parlementaires, invalidant ainsi la version de Mediapart.
Il est réélu député dans la cinquième circonscription du Nord lors des élections législatives de 2017. Il est membre de la Commission des Lois à l'Assemblée nationale. À nouveau candidat à sa réélection en 2022, il termine quatrième du premier tour et est donc éliminé à l'issue de celui-ci. Il annonce après ce résultat ne pas choisir parmi les deux candidats restants au second tour qui représentent respectivement la Nupes et le Rassemblement national. C'est finalement Victor Catteau, du RN, qui est élu avec 51,14 % des voix.
Il est investi par Renaissance pour les élections législatives de 2024, tout en restant membre de LR. Il est élu député face au sortant RN, bénéficiant du « front républicain » des électeurs de gauche.

### Porte-parole de l'UMP puis des Républicains
Proche de Jean-François Copé, il est nommé secrétaire national chargé des questions de justice lorsque celui-ci prend la tête de l'UMP. En 2011, il est intégré à la cellule « Riposte », constituée en vue de l'élection présidentielle, et se voit désigné porte-parole officieux du candidat Nicolas Sarkozy. Il est alors particulièrement présent dans les médias pour défendre le Président sortant. En janvier 2013, à la suite de l’accord entre Jean-François Copé et François Fillon qui suit la crise politique du congrès de novembre 2012, il est nommé avec la filloniste Danièle Giazzi délégué général aux fédérations professionnelles.
Le 4 décembre 2014, il est nommé, par le nouveau président de l'UMP Nicolas Sarkozy, porte-parole du parti, en tandem avec Isabelle Le Callennec puis Lydia Guirous à partir du 2 juin 2015 pour LR. Cette fonction prend fin le 6 janvier 2016 ; ils sont remplacés par Guillaume Larrivé, Guillaume Peltier, Valérie Debord et Brigitte Kuster. Deux jours plus tard, il est nommé secrétaire général adjoint du parti, chargé de la formation.
Il parraine Laurent Wauquiez pour le congrès des Républicains de 2017, scrutin lors duquel est élu le président du parti.
En octobre 2018, il remporte la présidence de la fédération Les Républicains du Nord avec plus de 60 % des voix face au sénateur et ancien ministre Marc-Philippe Daubresse.
Il est nommé en juin 2019 notaire associé par un arrêté du ministère de la Justice, et achète une étude notariale dans le 12e arrondissement de Paris. Il rejoint en octobre de la même année l’équipe dirigeante des Républicains comme membre de la commission de réforme des statuts, après l’élection de Christian Jacob à la présidence du parti.
Lors des élections municipales de Lille en mars 2020, il fait le choix de soutenir la candidate LREM au second tour de l'élection. La position du députée diverge du candidat LR Marc-Philippe Daubresse qui était tête de liste lors de la même élection pour Les Républicains.

### Conseiller régional des Hauts-de-France
Candidat aux élections régionales de 2015 en Nord-Pas-de-Calais-Picardie sur la liste de Xavier Bertrand, il devient vice-président du conseil régional, chargé de l'apprentissage. Il démissionne de cette fonction le 22 juillet 2017, à la suite de l'application du non-cumul des mandats. Il reste toutefois conseiller régional.
En octobre 2021, il soutient publiquement la candidature de Xavier Bertrand à la primaire fermée des Républicains.

## Synthèse des résultats électoraux

### Élections législatives
| Année | Parti  | Parti | Circonscription | 1er tour | 1er tour | 1er tour | 2d tour | 2d tour | 2d tour | Issue |
| Année | Parti  | Parti | Circonscription | Voix     | %        | Rang     | Voix    | %       | Rang    | Issue |
| ----- | ------ | ----- | --------------- | -------- | -------- | -------- | ------- | ------- | ------- | ----- |
| 2002  |        | UMP   | 5e du Nord      | 10 591   | 20,81    | 2e       | 24 493  | 51,09   | 1er     | Élu   |
| 2007  | 21 161 | UMP   | 5e du Nord      | 40,29    | 1er      | 25 387   | 50,73   | 1er     | Élu     |       |
| 2012  | 19 885 | UMP   | 5e du Nord      | 35,66    | 1er      | 27 131   | 51,43   | 1er     | Élu     |       |
| 2017  |        | LR    | 5e du Nord      | 11 757   | 23,63    | 2e       | 21 284  | 55,52   | 1er     | Élu   |
| 2022  | 8 562  | LR    | 5e du Nord      | 17,51    | 4e       |          |         |         | Battu   |       |
| 2024  |        | DVD   | 5e du Nord      | 23 510   | 34,37    | 2e       | 37 410  | 56,70   | 1er     | Élu   |

### Élections municipales
Les résultats ci-dessous concernent uniquement les élections où il est tête de liste.
| Année | Parti | Parti | Commune | 1er tour | 1er tour | 1er tour | 2d tour | 2d tour | 2d tour | Sièges obtenus |
| Année | Parti | Parti | Commune | Voix     | %        | Rang     | Voix    | %       | Rang    | Sièges obtenus |
| ----- | ----- | ----- | ------- | -------- | -------- | -------- | ------- | ------- | ------- | -------------- |
| 2008  |       | UMP   | Lille   | 12 791   | 24,53    | 2e       | 17 700  | 33,44   | 2e      | 10 / 61        |

## Détail des mandats et fonctions

### À l’Assemblée nationale
- 19 juin 2002 – 19 juin 2007 : député, élu dans la cinquième circonscription du Nord.
- 20 juin 2007 – 19 juin 2012 : député, élu dans la cinquième circonscription du Nord.
- 20 juin 2012 – 20 juin 2017 : député, élu dans la cinquième circonscription du Nord.
- 21 juin 2017 – 21 juin 2022 : député, élu dans la cinquième circonscription du Nord.
- Depuis le 8 juillet 2024 : député, élu dans la cinquième circonscription du Nord.

### Au niveau local
- 15 mars 1995 – 18 juin 1995 : conseiller municipal de La Madeleine.
- 28 mars 2004 – 31 mars 2008 : conseiller régional du Nord-Pas-de-Calais.
- 16 mars 2008 – septembre 2009 : conseiller municipal de Lille.
- 4 janvier 2016 – 22 juillet 2017 : vice-président du conseil régional des Hauts-de-France.
- Depuis le 4 janvier 2016 : conseiller régional des Hauts-de-France.

### Autres fonctions
- 6 juillet 2007 – 28 février 2015 : commissaire à la CNIL.
- 16 mars 2008 – septembre 2009  : membre de Lille Métropole Communauté Urbaine (LMCU).
- 13 octobre 2018 – 28 novembre 2023 : président de la fédération LR du Nord.